# Campeonato Mundial de Patinaje Artístico sobre Hielo de 1958
El XLIX Campeonato Mundial de Patinaje Artístico se realizó en París (Francia) entre el 13 y el 15 de marzo de 1958 bajo la organización de la Unión Internacional de Patinaje sobre Hielo (ISU) y la Federación Francesa de Deportes de Hielo.

## Resultados

### Masculino
| Puesto | Nombre        | País           | Puntos |
| ------ | ------------- | -------------- | ------ |
| Oro    | David Jenkins | Estados Unidos | 9      |
| Plata  | Tim Brown     | Estados Unidos | 26     |
| Bronce | Alain Giletti | Francia        | 28     |

### Femenino
| Puesto | Nombre       | País           | Puntos |
| ------ | ------------ | -------------- | ------ |
| Oro    | Carol Heiss  | Estados Unidos | 9      |
| Plata  | Ingrid Wendl | Austria        | 19     |
| Bronce | Hanna Walter | Austria        | 41,5   |

### Parejas
| Puesto | Nombre                           | País           | Puntos |
| ------ | -------------------------------- | -------------- | ------ |
| Oro    | Barbara Wagner / Robert Paul     | Canadá         | 10     |
| Plata  | Věra Suchánková / Zdeněk Doležal | Checoslovaquia | 26     |
| Bronce | Maria Jelinek / Otto Jelinek     | Canadá         | 28     |

### Danza en hielo
| Puesto | Nombre                               | País           | Puntos |
| ------ | ------------------------------------ | -------------- | ------ |
| Oro    | June Markham / Courtney Jones        | Reino Unido    | 9      |
| Plata  | Geraldine Fenton / William McLachlan | Canadá         | 25     |
| Bronce | Andrée Jacoby / Donald Jacoby        | Estados Unidos | 35     |

## Medallero
| Núm. | País           | Oro | Plata | Bronce | Total |
| ---- | -------------- | --- | ----- | ------ | ----- |
| 1    | Estados Unidos | 2   | 1     | 1      | 4     |
| 2    | Canadá         | 1   | 1     | 1      | 3     |
| 3    | Reino Unido    | 1   | 0     | 0      | 1     |
| 4    | Austria        | 0   | 1     | 1      | 2     |
| 5    | Checoslovaquia | 0   | 1     | 0      | 1     |
| 6    | Francia        | 0   | 0     | 1      | 1     |
|      | TOTAL          | 4   | 4     | 4      | 12    |

| Predecesor: Estados Unidos 1957 | Campeonato Mundial de Patinaje Artístico sobre Hielo 1958 | Sucesor: Estados Unidos 1959 |

- Datos: Q250735